# Cariñena
Cariñena là một đô thị ở tỉnh Zaragoza, ở cộng đồng tự trị Aragon, Tây Ban Nha. Đây là thủ phủ của comarca Campo de Cariñena. Đô thị này nổi tiếng với rượu vang và nho cariñena, tên gọi đô thị này được đặt theo.
Tên gọi Cariñena có từ thời kỳ La Mã.
Kinh tế của Cariñena dựa chủ yếu vào ngành sản xuất rượu vang.

## Liên kết ngoãi
- caiaragon.com - Ficha de la población (tiếng Tây Ban Nha)